# تیم ملی فوتبال زیر ۲۱ سال مقدونیه شمالی
تیم ملی فوتبال زیر ۲۱ سال مقدونیه شمالی (انگلیسی: North Macedonia national under-21 football team) یا تیم ملی فوتبال جوانان مقدونیه شمالی، نماینده کشور مقدونیه شمالی در مسابقات فوتبال جوانان اروپا و جهان است که زیر نظر  فدراسیون فوتبال مقدونیه فعالیت می‌کند. 